# Woeste sluipvlieg
De woeste sluipvlieg (Tachina fera) is een van de algemeenste soorten uit de familie van de sluipvliegen (Tachinidae) die in de Benelux voorkomt.

## Beschrijving
De vlieg wordt ongeveer 9 tot 16 millimeter lang, en is te herkennen aan het geeloranje achterlijf met in het midden een brede, zwarte streep. De achterlijfspunt is lichter en tegen het borststuk is een dunnere zwarte rand aanwezig. Voor het borststuk zit een opvallend, oranjerood en glanzend 'bultje' dat postscutellum heet. De achterzijde van de kop is fijn behaard, de ogen zijn rood van kleur. Het borststuk is grijsbruin en over het hele lichaam zit een niet erg dichte maar wel lange, zwarte en borstelige beharing, een kenmerk van veel sluipvliegen. Aan de wilde beharing heeft deze soort zijn naam te danken.

## Ontwikkeling
De larve leeft zoals bij alle sluipvliegen van larven van andere insecten. Dit kan bij de sluipvliegen van alles zijn, wantsen, cicaden, rupsen van soorten uit verschillende vlinderfamilies en andere prooien. De vlieg legt de eitjes echter niet, zoals een sluipwesp, ín de rups, maar op de omliggende bladeren. Als de larve uitkomt dringt deze het lichaam van een langslopende rups binnen en eet deze van binnenuit op. Na ongeveer twee weken komt de volwassen vlieg al tevoorschijn. De imagines zijn te zien van april tot oktober en verzamelen zich langs het water of andere vochtige plaatsen aan het eind van de zomer.